# Frešer
Frešer je priimek v Sloveniji, ki ga je po podatkih Statističnega urada Republike Slovenije na dan 1. januarja 2010 uporabljalo 209 oseb in je med vsemi priimki po pogostosti uporabe uvrščen na 2.036. mesto.

## Znani nosilci priimka
- Anja Frešer, rokometašica
- Marjan Frešer (*1953), alpinist in andinist
- Matjaž Frešer (*1987), vinar